# GP1
GP1は、FIAの介入をうけない独立したF1後継の新シリーズの名称。2008年F1カナダGPが行われた週末に設立を目指してFOAのバーニー・エクレストンとF1参戦各チーム代表が会合を持ち、設立について話し合ったとされる。

## GP1構想

### きっかけ
F1などを統括するFIAのマックス・モズレー会長によるスキャンダル問題に端を発する。スキャンダル発覚後から会長の辞任を求める声が上がり、2008年6月3日に世界各国の自動車連盟代表者などによる会長信任投票が行われた。その直前、モズレー会長は各国連盟に対し信任を求める書簡を送付したが、その内容の一部に「商業権を握るエクレストンとCVCの勢力拡大を止めるべき、またそれを止められるのは自分（モズレー）しかいない」旨が記されていたことから、エクレストンとモズレーの関係が悪化した。さらにモズレーが総投票数の2/3近くの信任票を受け信任されたため、それをきっかけにその後のカナダGPではモズレー続投によるイメージ悪化と権力集中を懸念するエクレストンと各チーム代表者が会合を開き、モズレー（FIA）の介入を受けない独立した新シリーズGP1設立を話し合ったと噂された。

### 問題点
規則（運営面のスポーティング・レギュレーション、技術面のテクニカル・レギュレーション）や医療、審査（スチュワード）関係などはFIAが所管しているため、FIAの介入をなくすということはこれらFIA所管事項を全て自前でクリアしなければならない。当然それに関わる人材も必要となる。ただし、サーキット・テレビ局との契約など商業面はエクレストンとCVCが、マシンやスポンサー・ドライバーは各チームが受け持っているため、大きな問題にはならないとの見方もある。

### 各チームの動向
明確な意思表明はどこもしていない（状況を見守る、というチームはいくつかある）が、マクラーレン、ホンダF1が後押し、ウィリアムズとトヨタF1は消極的、フェラーリはエクレストンの考えに同意していない模様、BMWザウバーは様子見だと報じられている。

### 名称の「GP1」
これは、エクレストンが2005年に取得していたもの。類似カテゴリー名称として、「F1登竜門」である直下シリーズGP2がある。
また、過去にはF1後継新シリーズ・団体として、自動車メーカーが設立した「GPWC（グランプリ・ワールド・チャンピオンシップ）」・「GPMA（グランプリ・マニュファクチャラーズ・アソシエーション）」というものもあった。